# シャノン・パーサー
シャノン・パーサー（Shannon Purser, 1997年6月27日-）は、アメリカ合衆国の女優である。

## キャリア
女優になる前、パーサーは地元の映画館で働いていた。パーサーが女優デビューを果たしたのは、Netflix配信のSFドラマ『ストレンジャー・シングス』であった。パーサーは主人公の親友であるバーバラ・ホランドを演じた。小さな役どころではあったが、パーサーの演技は好評を博し、ネットを通じて一気に注目度が高まった。同作での演技で、パーサーはプライムタイム・エミー賞にノミネートされた。
その後、パーサーはCW放送のティーン・ドラマ『リバーデイル』やNBCのミュージカル・ドラマ『Rise』に出演している。2018年にはメリッサ・マッカーシー主演のコメディ映画『ライフ・オブ・ザ・パーティー』に出演し、メジャー映画デビューを果たすことになったが、彼女の出演シーンは劇場公開版からはカットされることになった。同年9月には、初の主演映画『シエラ・バージェスはルーザー』がNetflixで配信された。

## 私生活
現在、パーサーはケネソー州立大学に通っている。
2017年4月18日、パーサーは自身のTwitterで両性愛者であることをカミングアウトした。

## 出演作品

### 映画
| 公開年 | タイトル                                               | 役名               | 補足事項         |
| ------ | ------------------------------------------------------ | ------------------ | ---------------- |
| 2017   | 7 WISH/セブン・ウィッシュ Wish Upon                    | ジューン・アコスタ |                  |
| 2018   | ライフ・オブ・ザ・パーティー Life of the Party         | コニー             | 出演シーンカット |
| 2018   | シエラ・バージェスはルーザー Sierra Burgess Is a Loser | シエラ・バージェス |                  |

### テレビドラマ
| 放送年    | タイトル                                            | 役名               | 補足事項     |
| --------- | --------------------------------------------------- | ------------------ | ------------ |
| 2016–2017 | ストレンジャー・シングス 未知の世界 Stranger Things | バーバラ・ホランド | 計6話に出演  |
| 2017–現在 | リバーデイル Riverdale                              | エセル・マッグス   | 計25話に出演 |
| 2018      | Rise                                                | アナベル・ボーマン | 計10話に出演 |
| 2018      | ファイナル・スペース Final Space                    | シャノン・サンダー | 計3話に出演  |